# Société d'entomologie d'Amérique
Ne doit pas être confondu avec Société entomologique américaine.
Pour les articles homonymes, voir ESA.
La Société américaine d'entomologie (en anglais Entomological Society of America, ESA) est la plus grande société savante consacrée à l’entomologie au monde. Elle a été fondée en 1889 et regroupe aujourd’hui plus de 5 700 membres, principalement des entomologistes professionnels travaillant pour le ministère de l’agriculture américain, les universités ou divers centres de recherche privés.
Ses quartiers généraux sont situés à Lanham, une banlieue de Washington dans le Maryland. Chaque année, un congrès réunit 2 000 entomologistes et d’autres scientifiques.
L’ESA publie plusieurs périodiques : les bimensuels Annals of the Entomological Society of America (principalement consacré sur la biologie des arthropodes), Environmental Entomology (sur les relations entre les insectes et leur environnement), Journal of Economic Entomology (sur l’importance économique des insectes), Journal of Medical Entomology (sur l’entomologie et l’acarologie médicales) ainsi que le trimestriel American Entomologist (portant sur des sujets d’ordre général ainsi que sur la vie de l’entomologie aux États-Unis). À ces publications s’ajoute un petit mensuel ESA Newsletter consacrée à la vie de l’institution. Celle-ci joue également le rôle d’organisme centralisateur pour les offres d’emploi.

## Historique
En 1889, l'Association américaine des entomologistes économiques a été fondée par Charles V. Riley, axé principalement sur l'entomologie économique. En 1906, l'Entomological Society of America a été créée pour répondre aux besoins des dimensions plus larges de la biologie, de la taxonomie, de la morphologie et des études faunistiques des insectes.